# Bankside Gallery
 (avril 2016).
Si vous disposez d'ouvrages ou d'articles de référence ou si vous connaissez des sites web de qualité traitant du thème abordé ici, merci de compléter l'article en donnant les références utiles à sa vérifiabilité et en les liant à la section « Notes et références ».

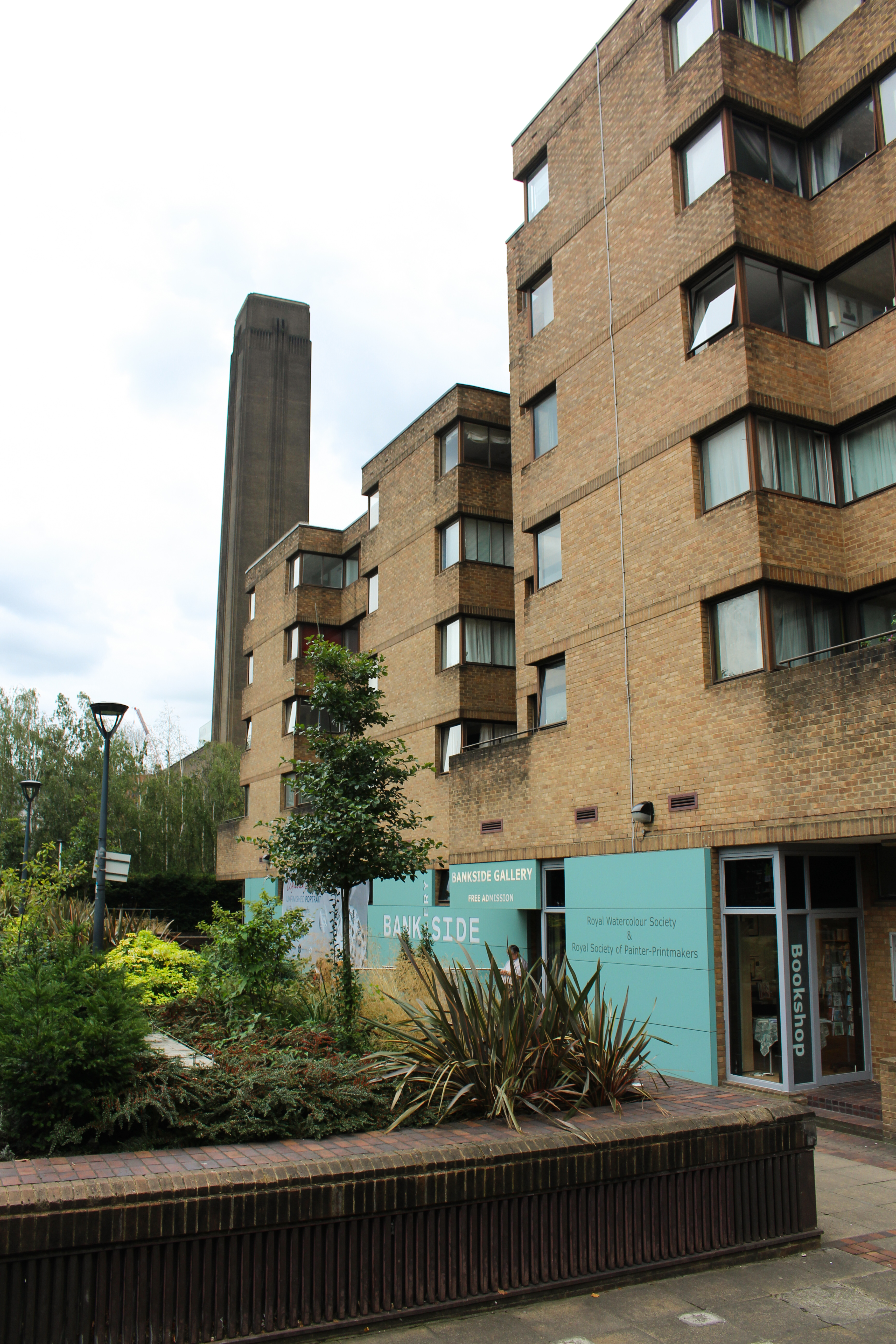
Bankside Gallery.

Bankside Gallery est une galerie d'art anglaise, située dans le district de Bankside, à Londres (Royaume-Uni).
Inaugurée par la reine Élisabeth II en 1980, Bankside est un organisme de bienfaisance et d'enseignement situé sur le chemin de la Tamise, le long de la Tate Modern.
La galerie abrite la Royal Watercolour Society et de la Royal Society of Painter-Printmakers, ainsi que des expositions d'aquarelles et estampes contemporaines accompagnés de conférences et tournées d'artistes.
Un programme d'éducation complet couvrant la théorie et la pratique de l'art est organisé chaque année.